# Марко Інноченті
Марко Інноченті (італ. Marco Innocenti, нар. 16 серпня 1978, Прато, Італія) — італійський стрілець, срібний призер Олімпійських ігор 2016 року.

## Виступи на Олімпіадах
| Олімпіада           | Дисципліна | Місце |
| ------------------- | ---------- | ----- |
| Сідней 2000         | дубль-трап | 8     |
| Афіни 2004          | дубль-трап | 17    |
| Ріо-де-Жанейро 2016 | дубль-трап | 2     |

## Зовнішні посилання
- Марко Інноченті — олімпійська статистика на сайті Sports-Reference.com (англ.) (архівна версія)